# École de l’air
École de l’air, EA (Wojskowa Akademia Lotnicza)  – francuska uczelnia Sił Powietrznych w Salon-de-Provence, zaliczająca się do grandes écoles.
Uczelnia została założona w 1933 roku.

## Kwalifikacje
- Inżynier
- Mastère Spécialisé (w partnerstwie z École nationale de l’aviation civile i Institut supérieur de l’aéronautique et de l’espace)[3];
- Masowy otwarty kurs online w obrony powietrznej[4][5].

## Znani absolwenci
- Jean-Loup Chrétien, francuski astronauta[6]
- Léopold Eyharts, astronauta francuski oraz Europejskiej Agencji Kosmicznej[7]